# ElPozo Ciudad de Murcia
ElPozo Ciudad de Murcia es un equipo español de fútbol sala de Murcia. Fue fundado en 1992. Actualmente participa en Segunda División B y es filial de ElPozo Murcia Costa Cálida.
En la temporada 2015-16 hace historia en el fútbol sala nacional al ser el primer equipo filial en proclamarse campeón de Liga de Segunda División. Honor que repetiría en la temporada 2017-18.

## Trayectoria Histórica[1]
| Temporada | División          | Posición |
| --------- | ----------------- | -------- |
| 1998-99   | División de Plata | 13º      |
| 1999-00   | División de Plata | 10º      |
| 2000-01   | División de Plata | 8º       |
| 2001-02   | División de Plata | 9º       |
| 2002-03   | División de Plata | 11º      |
| 2003-04   | División de Plata | 5º       |
| 2004-05   | División de Plata | 11º      |
| 2005-06   | División de Plata | 7º       |

| Temporada | División          | Posición |
| --------- | ----------------- | -------- |
| 2006-07   | División de Plata | 11º      |
| 2007-08   | División de Plata | 12º      |
| 2008-09   | División de Plata | 3º       |
| 2009-10   | División de Plata | 8º       |
| 2010-11   | División de Plata | 11º      |
| 2011-12   | Segunda División  | 3º       |
| 2012-13   | Segunda División  | 4º       |
| 2013-14   | Segunda División  | 6º       |

| Temporada | División         | Posición |
| --------- | ---------------- | -------- |
| 2014-15   | Segunda División | 10º      |
| 2015-16   | Segunda División | Campeón  |
| 2016-17   | Segunda División | 4º       |
| 2017-18   | Segunda División | Campeón  |
| 2018-19   | Segunda División | 6º       |
| 2019-20   | Segunda División | 7º       |

## Palmarés
- Segunda División (2): 2015-2016 y 2017-2018.